# Cleistanthus zenkeri
Cleistanthus zenkeri är en emblikaväxtart som beskrevs av Eugene Jablonszky. Cleistanthus zenkeri ingår i släktet Cleistanthus och familjen emblikaväxter. Inga underarter finns listade i Catalogue of Life.